# Vilém Petrželka
Vilém Petrželka (født 10. september 1889 i Brno, Tjekkiet - død 10. januar 1967) var en tjekkisk komponist, professor, lærer og dirigent.
Petrželka studerede komposition og orgel på Musikkonservatoriet i Brno hos Leoš Janáček og privat i Prag hos Vítězslav Novák. Han har skrevet 2 symfonier, orkesterværker, kammermusik, operaer, korværker, vokalmusik etc.
Petrželka var professor og lærer i komposition på Musikkonservatoriet i Brno og Janáčkova akademie múzických umění (1914). Han var en højt respekteret lærer i komposition, som skolede mange af de senere generationer af tjekkiske komponister.

## Udvalgte værker
- Symfoni nr. 1 (1922-1923) "Den evige tilbagevenden" - (I tre satser) - for orkester
- Symfoni nr. 2 (1955-1956) - for orkester
- Sinfonietta nr. 1 (1941) - for orkester
- Sinfonietta nr. 2 "Pastorale" (1951) - for orkester